# Massimo Dutti
Massimo Dutti és una empresa part del grup Inditex. Es va crear l'any 1985 a Barcelona dedicada a la fabricació de roba per a l'home. El 1991 Inditex obté el 65% de les accions de l'empresa, per comprar-la totalment l'any 1995. Ara l'empresa ha diversificat la seva oferta i ofereix roba per a dona, nen, nena i perfumeria. A finals de 2012 comptava amb més de 616 botigues ubicades en més de 30 països.
L'estil de la seva roba és de tall clàssic i formal, pertany a una gamma alta dins les empreses del grup, per això els seus productes són més cars que la mitjana de roba Inditex.
També dona nom a una marca de perfums, fabricada per Puig, una companyia catalana de perfumeria i moda.
Actualment té la seu social a Arteixo, tot i que la seu logística és a Tordera.